# أم زوير
أم زوير محافظة فرعية في منطقة وادي فيرا في تشاد.